# Staw słoneczny

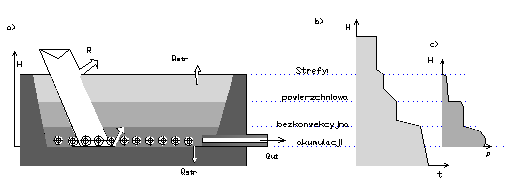
Schemat stawu słonecznego:
a) rozkład strumieni energii
b) rozkład gradientu temperatury w funkcji głębokości
c) rozkład gradientu stężeń w funkcji głębokości

Staw słoneczny – niskotemperaturowy, aktywny system wykorzystania energii słonecznej. Przekształca promieniowanie słoneczne w energię cieplną jednocześnie ją akumulując. Jego podstawową zaletą jest zdolność do magazynowania energii na długi okres, która może być później odzyskana poprzez użycie pompy ciepła.
Może być wykorzystywany w ogrzewnictwie, chłodnictwie, procesach odsalania i suszenia.
Jeśli zlokalizowany zostanie od strony południowej budynku, zwiększy jednocześnie jego naturalne oświetlenie.
Staw ten charakteryzuje się dużym zasoleniem wody w najniższej warstwie a minimalnym na jego powierzchni. Spowodowane jest to tym, że wzrost zasolenia wiąże się ze wzrostem gęstości wody.
Zbiornik ten posiada wiele warstw zależnych od stężenia soli, z których wydzielić można trzy główne strefy:
1. Powierzchniowa (izolująca): 
Cechuje się niskim zasoleniem oraz dużą przejrzystością.
2. Pośrednia (buforowa): 
Zapobiega wymianie ciepła przez konwekcję naturalną pomiędzy skrajnymi strefami.
3. Przydenna (akumulacyjna): 
Duża zawartość soli pozwala uzyskać dużą gęstość, utrzymując zgromadzone ciepło na dnie zbiornika  unikając procesu konwekcji ciepła do wyższych warstw.

Wysoka przejrzystość górnej warstwy wody powoduje przenikanie promieniowania słonecznego do strefy akumulacyjnej. Tam jest pochłaniane i magazynowane w postaci ciepła. Osiągana jest w ten sposób temperatura większa niż temperatura otoczenia.
Ważne jest utrzymanie właściwego gradientu stężeń, który zaburzany jest przez następującą dyfuzję. W tym celu do strefy powierzchniowej doprowadzana jest czysta woda, a do strefy przydennej stężony roztwór solanki (stosowane mogą być np. NaCl, MgCl2).
Wysoka gęstość wody znajdującej się przy dnie zbiornika pomaga w przeciwdziałaniu konwekcji ciepła.
Elementy i czynniki pozytywnie wpływające na eksploatację i działanie układu:
- plastikowe krążki – służą zmniejszeniu wpływu wiatru (Australia, Pyramid Hill);
- membrany – oddzielają poszczególne strefy, zapobiegając odbieraniu ciepła z warstwy przydennej;
- duża płaska powierzchnia;
- stały dostęp wody;
- niedroga sól;
- posiadanie odbiorców ciepła.

Zalety stawu słonecznego:
- wykorzystanie odnawialnego źródła energii;
- moc i sprawność wyższa niż kolektora słonecznego;
- mniejsze straty ciepła do otoczenia w porównaniu do kolektorów słonecznych;
- możliwość wykorzystania do odsalania wody morskiej;
- prosta budowa.

Wady stawu słonecznego:
- konieczność utrzymania właściwego gradientu stężeń, co oznacza konieczność utrzymywania instalacji odsalającej;
- konieczność zabezpieczenia stawu przed wtargnięciem ludzi (wysoka temperatura);
- wyższe koszty inwestycyjne w porównaniu do kolektora słonecznego;
- wyższe zużycie wody.

Wykorzystanie energii cieplnej ze stawu słonecznego:
- ogrzewanie budynków;
- ogrzewanie ciepłej wody użytkowej;
- ogrzewanie ciepłej wody przemysłowej;
- wytworzenie energii elektrycznej poprzez obieg Rankine'a;
- wytwarzanie energii mechanicznej poprzez silnik Stirlinga.

Staw o powierzchni jednego hektara  jest w stanie przetworzyć energię cieplną i elektryczną o wartości 0,1GWh/doba (staw słoneczny zlokalizowany w Izraelu).